# José Vizcaíno
José Luis Vizcaíno Pimental (26 de março de 1968) é um ex-jogador profissional de beisebol dominicano.

## Carreira
José Vizcaíno foi campeão da World Series 2000 jogando pelo New York Yankees. Na série de partidas decisiva, sua equipe venceu o New York Mets por 4 jogos a 1.